# Houda Benyamina

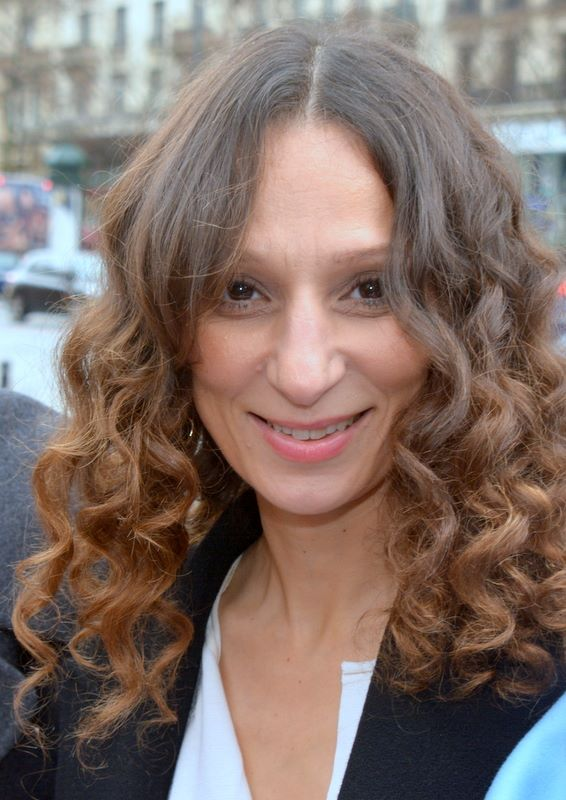
Houda Benyamina 2017

Houda Benyamina, auch Uda Benyamina, (* 30. November 1980 in Viry-Châtillon) ist eine französische Filmregisseurin und Drehbuchautorin.

## Leben
Benyamina wuchs als Tochter marokkanischer Einwanderer in Viry-Châtillon auf. Ihre Mutter war in den 1970er-Jahren im Alter von 17 Jahren nach Frankreich gekommen; ihr Vater verließ die Familie nach einiger Zeit und kehrte nach Marokko zurück. Schon als Kind interessierte sich Benyamina für Filme und spielte im Schultheater. Sie erlangte den Beruflichen Befähigungsnachweis (CAP) als Friseurin, entschied sich jedoch gegen diesen Beruf, holte ihr Baccalaureat nach und besuchte die École régionale des acteurs de Cannes (ERAC). Sie wollte zunächst Schauspielerin werden. Die Eintönigkeit von Drehbüchern mit immer ähnlichen Rollenklischees brachte sie schließlich dazu, Drehbücher zu schreiben und als Regisseurin aktiv zu werden. Es entstanden mehrere Kurzfilme, darunter 2006 Paris vs Banlieue. Im Jahr 2006 gründete Benyamina den Verein 1000 Visages, der die Diversität in der Filmkunst fördern will und unter anderem Künstlern aus Randgruppen die Umsetzung ihrer Werke ermöglicht. Mit 1000 Visages produzierte sie auch eigene Werke, darunter 2009 den Kurzfilm Ma poubelle géante sowie 2014 den Mittellangfilm Ghetto Child, bei dem sie gemeinsam mit Guillaume Tordjman Regie führte.
Im Jahr 2016 erlebte ihr Langfilmregiedebüt Divines auf den Internationalen Filmfestspielen von Cannes seine Premiere. Das Drehbuch zum Film hatte Benyamina bereits 2005 im Zuge der Unruhen in Frankreich begonnen. Wie schon in Ghetto Child besetzte Benyamina ihre kleine Schwester Oulaya Amamra in der Hauptrolle. Benyamina erhielt für Divines die Caméra d’Or. Zahlreiche weitere Auszeichnungen folgten, darunter drei Prix Lumières und drei Césars (u. a. in der Kategorie Bestes Erstlingswerk). Bei den Golden Globe Awards 2017 war Divines in der Kategorie Bester fremdsprachiger Film nominiert.
Sie führte Regie bei den Episoden 3 und 4 der ersten Staffel der französisch-amerikanischen Serie The Eddy, die 2020 auf Netflix veröffentlicht wurde; die ersten zwei Episoden wurden von Damien Chazelle realisiert.
Im selben Jahr wurde auch Salam veröffentlicht, ein Dokumentarfilm, den Houda Benyamina gemeinsam mit Mélanie Diam's und Anne Cissé realisiert hatte. Der Film war Teil der Selektion des Cannes Film Festivals.
Benyamina ist Mutter zweier Kinder.

## Filmografie
(Regie und Drehbuch, sofern nicht anders erwähnt)
- 2006: Paris vs Banlieue (Kurzfilm)
- 2006: Taxiphone Francaoui (Kurzfilm)
- 2006: Le clou en chasse un autre (Kurzfilm)
- 2009: Ma poubelle géante (Kurzfilm)
- 2011: Sur la route du paradis (Kurzfilm)
- 2014: Ghetto Child – nur Regie
- 2016: Divines
- 2020: The Eddy (TV-Serie, Episoden 3&4) – nur Regie
- 2022: Salam (Dokumentarfilm)